# Helia González
Pour les articles homonymes, voir González.
Helia González est une joueuse de volley-ball espagnole, née le 29 août 1985 à La Corogne (Galice). Elle mesure 1,78 m et joue au poste de réceptionneuse-attaquante. 

## Clubs
| Club                          | De        | À         |
| ----------------------------- | --------- | --------- |
| Club Voleibol J.A.V. Olímpico | 2004-2005 | 2009-2010 |
| Club Voleibol Ciutadella      | 2010-2011 | 2011-2012 |
| Club Voleibol Haro            | 2012-2013 | 2012-2013 |
| Évreux Volley-ball            | 2013-2014 | 2013-2014 |
| Club Voleibol Murillo         | avr 2014  | 2019-2020 |
| CV J.A.V. Olímpico            | 2020-2021 | …         |

## Palmarès
- Championnat d'Espagne
  - Vainqueur : 2011, 2012, 2013, 2014, 2015, 2016, 2017, 2018,  2019.
- Copa de la Reina
  - Vainqueur : 2013, 2015, 2016, 2018, 2019, 2020.
  - Finaliste : 2011, 2017.
- Supercoupe d'Espagne
  - Vainqueur: 2012, 2014, 2015, 2017, 2018, 2019.
  - Finaliste : 2016.